# Tycjan (imię)
Tycjan – imię męskie pochodzenia łacińskiego, genetycznie cognomen od pierwotnego Titius (a to od Titus, „dziki gołąb, ptaszek”). Titianus oznacza „pochodzący od Tytusa”, „należący do Titiusa”. Wśród świętych Tycjan, biskup Brescii.
Żeńskim odpowiednikiem jest Tycjana.
Tycjan imieniny obchodzi 12 stycznia i 3 marca.

## Osoby noszące imię Tycjan
- Tycjan – włoski malarz, jeden ze znakomitszych przedstawicieli renesansu
- Tiziano Ferro – włoski wokalista
- Tiziano Motti – włoski polityk i przedsiębiorca
- Tiziano Terzani – włoski reporter i dziennikarz